# Grupo de pares

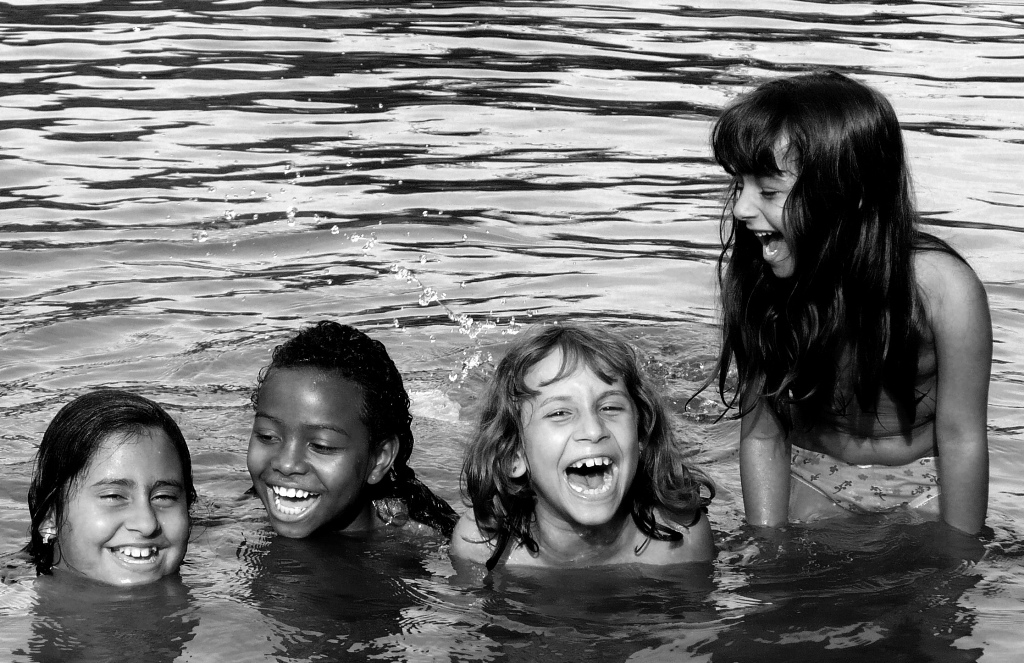
Niños juegan en un charco

Un grupo de pares es un grupo social de humanos. Un grupo de pares es un grupo primario, por lo general informal, de personas que comparten un estatus igual o similar, que por lo general poseen aproximadamente la misma edad y tienden a circular e interactuar con el mismo conjunto social. Los miembros de un grupo de pares específico a menudo poseen antecedentes e intereses similares, unidos por la similitud. Sin embargo, algunos grupos de pares son muy diversos, cruzando divisiones sociales tales como condición socioeconómica, niveles de educación, raza, credo, cultura o religión.
A diferencia de la escuela y la familia, en la infancia el grupo de pares permite escapar de la supervisión directa de los adultos. Entre sus pares, los niños aprenden a formar relaciones por sus propios medios. Los grupos de pares también brindan la oportunidad de conversar sobre intereses que los adultos no comparten (tales como vestimenta y música popular) o permiten (tales como drogas y sexo) a los niños. Colaboran en la construcción de su identidad.